# Knautia macedonica
 (janvier 2017).
Si vous disposez d'ouvrages ou d'articles de référence ou si vous connaissez des sites web de qualité traitant du thème abordé ici, merci de compléter l'article en donnant les références utiles à sa vérifiabilité et en les liant à la section « Notes et références ».
Genre
Classification phylogénétique
Knautia macedonica est une espèce de plantes à fleurs, vivaces herbacées, de la famille Dipsacaceae selon la classification classique de Cronquist (1981), de la famille Caprifoliaceae selon la classification phylogénétique APG. Cette espèce est appelée « knautie » de Macédoine ou parfois, petite « scabieuse ».
Elle est originaire d'Europe du sud-est: Bulgarie, sud est de la Roumanie, péninsule des Balkans, et plus particulièrement de Macédoine comme l’indique son nom.

## Systématique
Knautia macedonica est une espèce acceptée, décrite pour la première fois par August Grisebach en 1846.  

## Biotope
Knautia macedonica pousse généralement dans des  milieux ouverts bien ensoleillés, caillouteux argilo-limoneux et calcaires.  

## Description
Elle se présente sous forme d’une touffe basale de feuilles très découpées duveteuses. Les hampes florales aux fleurs pourpre peuvent s'élever au delà de 80 cm, décrites comme mellifères à floraison de août à septembre. Knautia macedonica est rustique et facile à implanter, les graines germent timidement dès 5 °C et savent se resemer naturellement surtout en milieux gravillonnaire et caillouteux.

## Galerie de photos

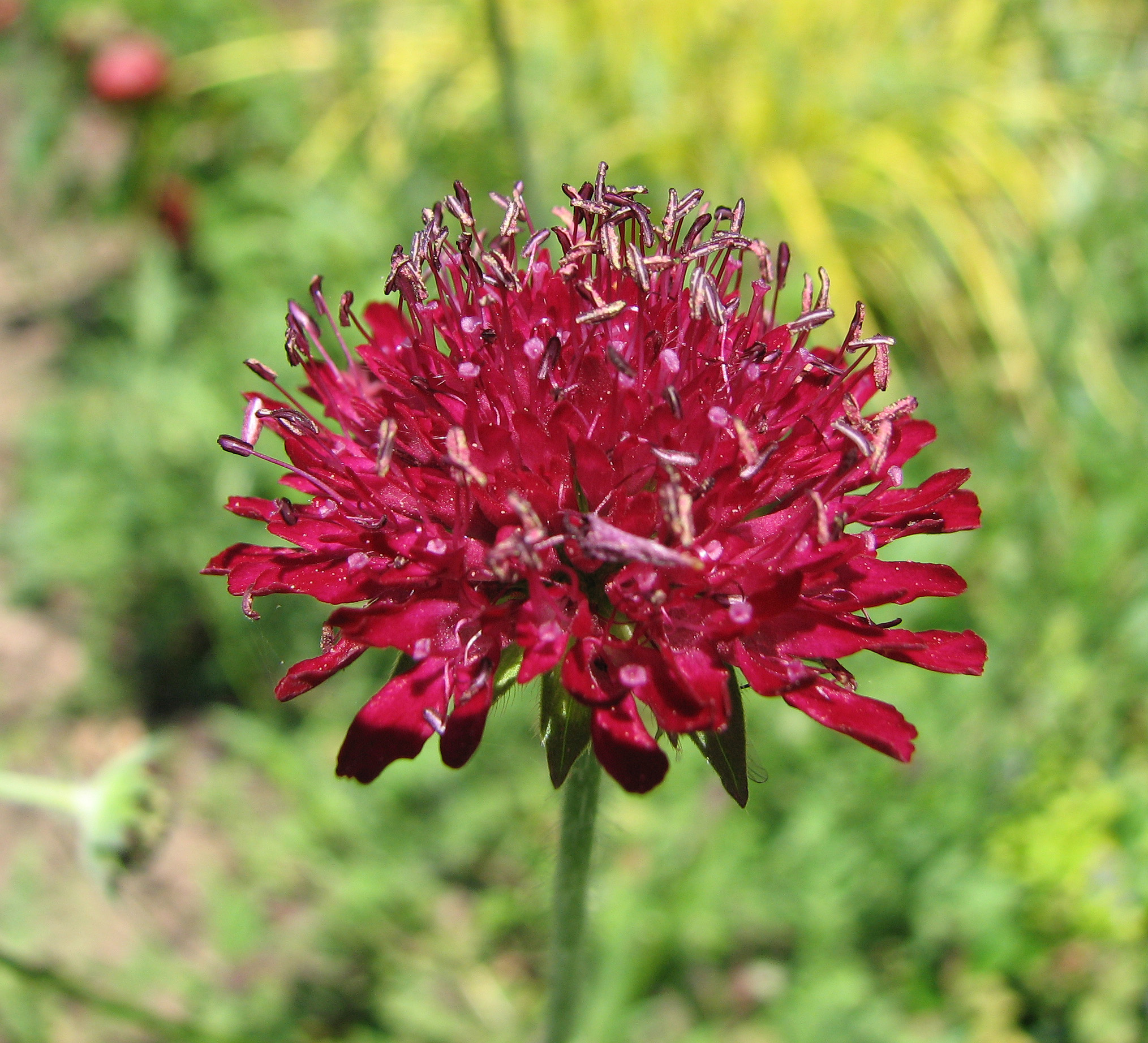
Fleur
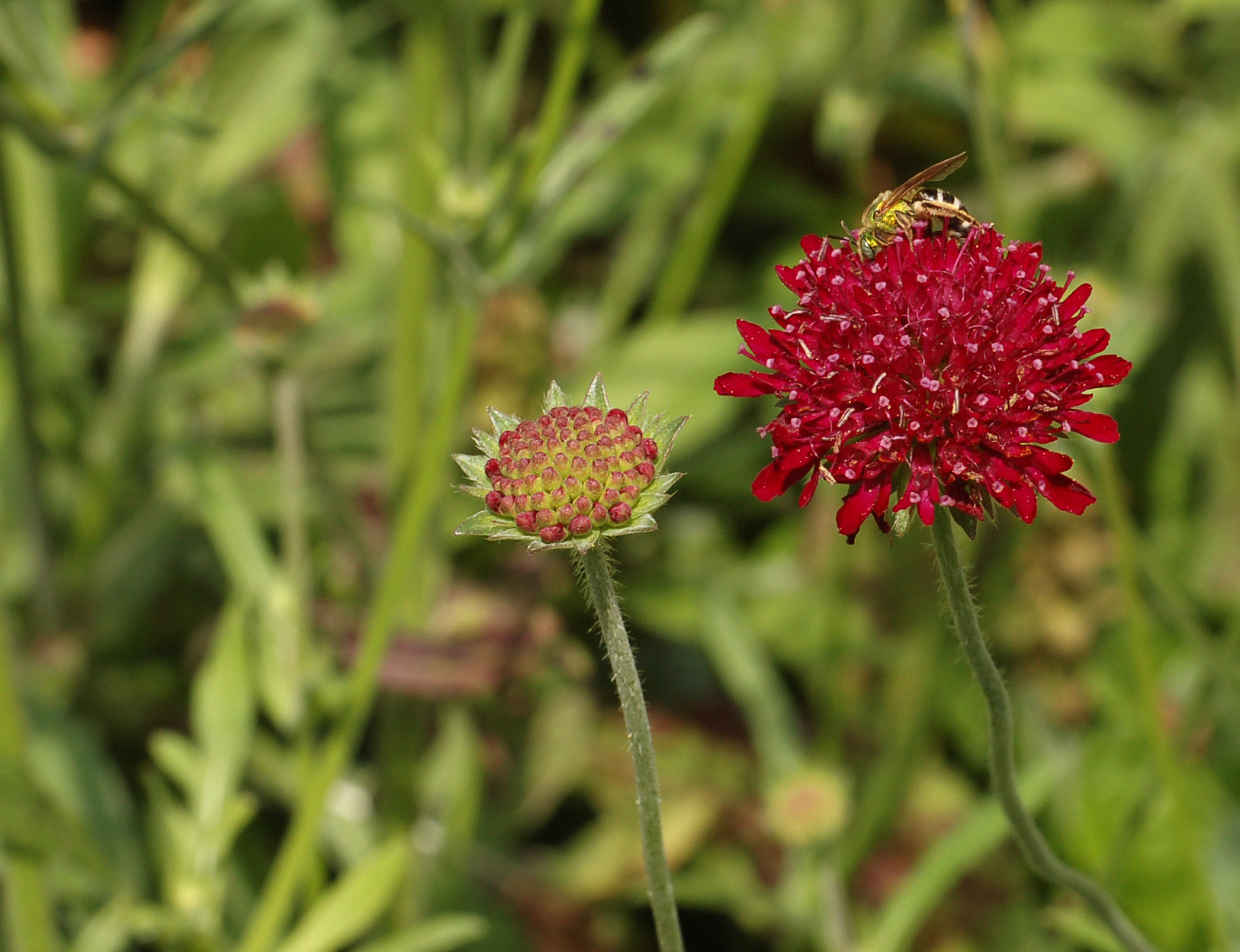
Fleurs ouverte et fermée
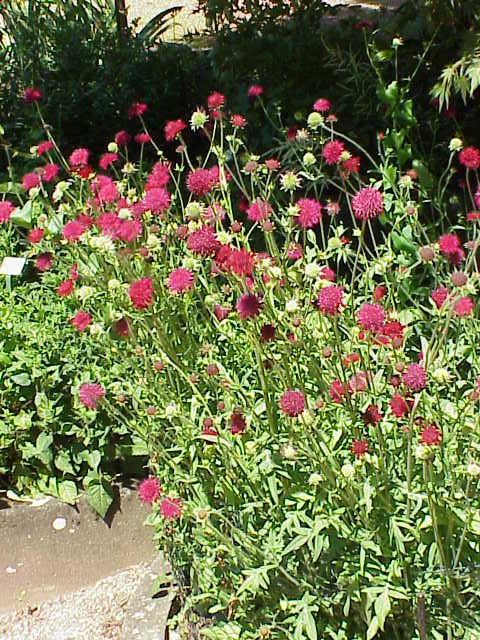
Vue d'ensemble